# 五岭广场

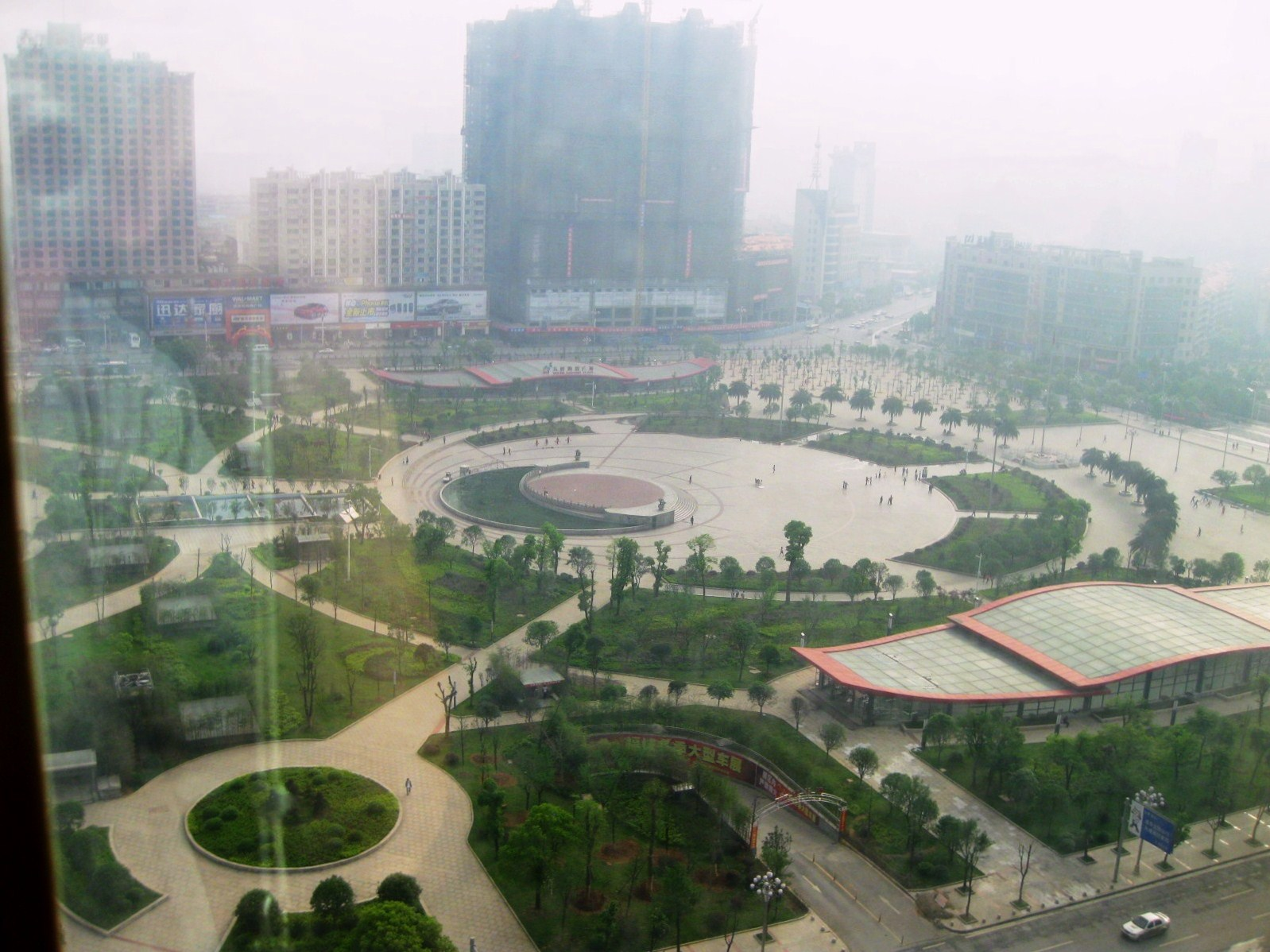
五岭广场

五岭广场是湖南省郴州市北湖区的一个露天广场，占地约14万平方米，由市国土局以聚资8000万元建成。目前，它是中国中南地区最大的城市广场。每年5月5日、8月8日、元月19日前后该处分别举办“十里赛花节”、“草原艺术节”、“高原赏雪节”。农历六月会举办“天湖狂欢夜”活动。